# Marc Cocceu Nerva (jurista)
Marc Cocceu Nerva (en llatí Marcus Cocceius Nerva) va ser un jurista romà, probablement fill de l'amic de Tiberi Marc Cocceu Nerva, cònsol l'any 22 i també jurista.
Ja va donar unes respostes públiques, publice de jure responsitasse als 17 anys segons diu Ulpià, el que indica que era força precoç. Tàcit fa menció d'un Nerva que va ser pretor designatus, i que probablement era aquest mateix personatge. Papinià diu que va escriure un llibre titular De Usucapionibus, i se'l menciona amb freqüència al Digest amb el nom de Nerva Filius. El jurista Gai cita Nerva sense aclarir si era el pare o el fill.